# CTA-Arsenal

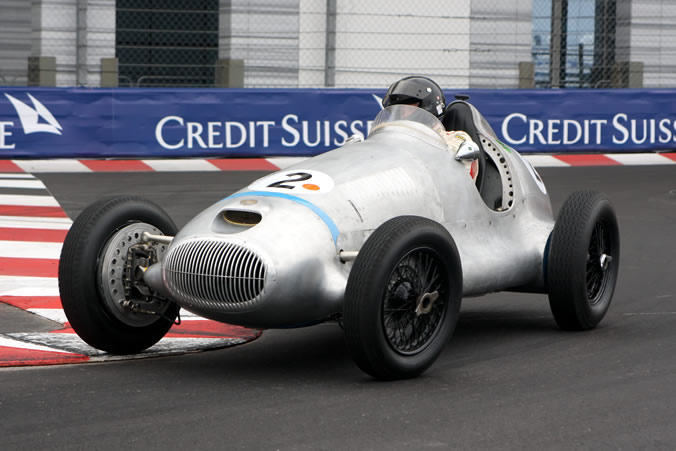
CTA-Arsenal am Grand Prix für historische Fahrzeuge von Monaco, 2010

Der CTA-Arsenal war ein französischer Grand Prix-Rennwagen von 1946/47, von dem drei Exemplare gebaut worden sind. CTA-Arsenal waren für den Großen Preis von Frankreich 1947 und 1948 gemeldet.
Nicht zuletzt dank der Beziehungen der französischen Rennfahrer-Legende Raymond Sommer gelang es dem Centre d’étude technique de l’automobile et du cycle (CTA), Vorläufer der Union technique de l’automobile, du motocycle et du cycle, UTAC, staatliche Mittel für die Konstruktion eines neuen Rennwagens zu erhalten. Er sollte an die französischen Vorkriegserfolge von Bugatti, Delahaye und Talbot anknüpfen. Sommer gehörte auch zum Team der Konstrukteure. Projektleiter war der langjährige Chefingenieur von Delage, Albert Lory, der für das Rüstungs- und Luftfahrtunternehmen Arsenal de l’Aéronautique in Châtillon (Hauts-de-Seine) tätig war. Lory hatte zuvor den Motor des sehr erfolgreichen Delage Grand Prix von 1926 konstruiert. Gebaut wurden die Rennwagen im Arsenal, woraus sich die Bezeichnung ableitet.

## V8-Motor
Lory steuerte auch hier den Motor bei. Entsprechend der damals geltenden Formel – ein Hubraum von maximal 4500 cm³ für unaufgeladene Motoren oder 1500 cm³ für Kompressormotoren ohne Gewichtslimit – entwarf er einen gusseisernen V8 mit einem Gabelwinkel von 90° und einem Hubraum von 1482 cm³ (Bohrung × Hub = 60 × 65,6 mm). Die Zylinderköpfe waren nicht abnehmbar. Vorgesehen waren ferner vier obenliegende Nockenwellen, zwei Ventile pro Zylinder und Doppelzündung (zwei Kerzen pro Zylinder) und als Lader zwei Roots-Gebläse mit einem Druck von 2,6 bar. Die ursprüngliche Leistung betrug 215 PS (158 kW) bei 6000/min und ließ sich auf konkurrenzfähige 265 PS (195 kW) bei 7500/min bzw. bis 1948 auf 275 PS bei 8000/min steigern.

## Kraftübertragung
Angeblockt an den Motor war ein Vierganggetriebe von Cotal, bei dem die Gänge elektrisch angewählt wurden. Ausgelöst wurde der Gangwechsel erst beim Betätigen des Kupplungspedals („Vorwählgetriebe“). Eine Mehrscheiben-Kupplung von De Ram übertrug die Kraft auf die horizontal geneigt angebrachte Kardanwelle.

## Fahrgestell und Karosserie
Das Chassis bestand aus einem einfachen Leiterrahmen mit einer unabhängigen Radaufhängung vorne und hinten. Die Räder waren in horizontal beweglichen Silent-Blöcken gelagert. Die Federung bestand aus je zwei Torsionsstäben vorne und hinten, wobei die vorderen längs und die hinteren über Kreuz angebracht waren. Die hydraulisch betätigten, selbstnachstellenden Lockheed-Trommelbremsen wirkten auf alle vier Räder. Diese selbst waren Drahtspeichenräder mit Zentralverschluss der Marke Rudge-Whitworth mit Dunlop-Reifen der Dimension 500 × 17 vorn und 700 × 16 hinten. Die Karosserie entstand von Hand aus Chrom-Molybdän-Stahlblech, einem Material, das unmittelbar nach dem Zweiten Weltkrieg leichter erhältlich war als die üblichen Leichtmetalle.

## Probleme
Es zeigte sich, dass das Fahrzeug mit 737 kg deutlich schwerer war als die Konkurrenz (vor allem Alfa-Romeo und Maserati) mit 585–610 kg.
Dieses Handicap war aber nicht der Hauptpunkt der Kritik. Das Auto galt als zu komplex, der Leiterrahmen war mit der Leistung überfordert und lag überdies viel zu hoch, mitverursacht durch die unter dem Fahrer geführte Kardanwelle. Das Ergebnis waren katastrophale Fahreigenschaften. Bei der ersten Erprobung Anfang September 1947 auf der Teststrecke von Montlhéry konnte das Fahrzeug bei hoher Geschwindigkeit nicht auf gerader Linie gehalten werden.

## Renn-Desaster
Obwohl offensichtlich noch viel Entwicklungsarbeit zu leisten war, wurde der CTA-Arsenal für den Start beim Großen Preis von Frankreich am 21. September in Lyon gemeldet. Es darf angenommen werden, dass die Regierung Druck machte und den CTA unbedingt am Start des heimischen Rennens sehen wollte.
Bereits die Qualifikation war ernüchternd: Von 25 gemeldeten Fahrzeugen schafften 18 einen Startplatz, der CTA-Arsenal an 13. Stelle. Zum Anschluss an die Spitzenfahrer Henri Louveau (Maserati 4CL) und Louis Chiron (Talbot-Lago T26C) fehlte eine halbe Minute. Es kam noch schlimmer. Bereits beim Start versagte die Kupplung, worauf es zu einem Motorschaden kam; der CTA-Arsenal schaffte es nicht einmal über die Startlinie.
Auf eine Überarbeitung des Rennwagens wurde verzichtet, stattdessen entstanden zwei weitere Fahrzeuge für den Großen Preis von Frankreich am 18. Juli 1948 in Reims. Als Fahrer waren wiederum Sommer und Eugene Martin vorgesehen. Als klar wurde, dass die CTA-Arsenal erneut chancenlos waren, wurden sie nach dem ersten Trainingstag zurückgezogen. Eine Präsentation am Salon de l’Auto im Oktober in Paris und anschließend im Grand Palais waren die letzten öffentlichen Auftritte eines CTA-Arsenal für Jahrzehnte.
Beide CTA-Arsenal standen danach mehrere Jahre im Talbot-Werk in Suresnes, wobei nicht klar ist, ob Talbot-Besitzer Anthony Lago sie gekauft oder nur ihre Unterbringung bewilligt hatte. Danach verliert sich die Spur des einen Fahrzeugs. Das andere befand sich in den frühen 1960er Jahren im Automobilmuseum von Jackie Pichon in Clères (Normandie). Es wurde zum Grand Prix historique de Monaco von 2010 angemeldet. Die mechanische Instandsetzung des Wagens war erst kurz vor dem Anlass abgeschlossen und das Fahrzeug noch nicht lackiert. Vor allem hatte die Zeit für gründliche Tests gefehlt – eine ironische Parallele zum missglückten Start in Lyon. Das Auto konnte erst an der zweiten Qualifikation teilnehmen, wo es ein achtbares Ergebnis erzielte. Auf eine Teilnahme am Rennen selber wurde dennoch verzichtet, wegen Unsicherheiten bezüglich der Bremsen, was ebenfalls nicht ohne Ironie ist: Auch der dritte Start eines CTA-Arsenal misslang damit, auch wenn das dieses Mal aus Vorsicht geschah und nicht wegen eines Defekts.